# Ulota leiothecia
Ulota leiothecia là một loài Rêu trong họ Orthotrichaceae. Loài này được (Müll. Hal.) A. Jaeger miêu tả khoa học đầu tiên năm 1874.